# Conversaciones sobre el odio
Conversaciones sobre el odio es una película de suspenso psicológico argentina de 2022 dirigida por Vera Fogwill y Diego Martínez.
La película fue seleccionada para competir en la sección oficial a la mejor película de la Competencia Argentina en la 24° edición del Buenos Aires Festival Internacional de Cine Independiente.

## Sinopsis
Basado en el test de Bechdel, Conversaciones sobre el odio es un thriller psicológico que narra el último encuentro entre dos mujeres en tiempo real. Un manifiesto contra la discriminación de las personas tóxicas.

## Elenco
- Cecilia Roth como Débora
- Maricel Álvarez como Déborah

## Premios y nominaciones
| Premio/Festival de Cine                                   | Fecha del evento                 | Categoría                            | Nominado                     | Resultado | Ref.  |
| --------------------------------------------------------- | -------------------------------- | ------------------------------------ | ---------------------------- | --------- | ----- |
| Buenos Aires Festival Internacional de Cine Independiente | 19 de abril al 1 de mayo de 2023 | Competencia argentina Mejor película | Conversaciones sobre el odio | Nominado  | [ 2 ] |
| Premios Martín Fierro de Cine y Series                    | 21 de octubre de 2024            | Mejor actriz de drama                | Cecilia Roth                 | Nominada  | [ 3 ] |